# غابات واير (دائرة انتخابية في المملكة المتحدة)
غابات واير  (بالإنجليزية: Wyre Forest)‏ هي إحدى الدوائر الانتخابية في المملكة المتحدة الممثلة في مجلس العموم في برلمان المملكة المتحدة.
عضو البرلمان الذي يمثلها حالياً هو :Dr Richard Taylor (Ind).